# Sundsvall–Timrå repülőtér
A Sundsvall–Timrå repülőtér (IATA: SDL, ICAO: ESNN) Svédország egyik nemzetközi repülőtere, amely Timrå község közelében található. Éves utasforgalma 47 367 fő (2022).

## Futópályák
A repülőtér futópályái:
- 16/34 (1940 m, 45 m, aszfalt)

## Forgalom
Az utasforgalom az elmúlt években az alábbi módon változott:
| Utasok száma | 354 048 | 336 335 | 248 902 | 282 247 | 273 124 | 278 549 | 280 593 | 273 527 | 42 800 | 47 367 |
|              | 2005    | 2007    | 2009    | 2011    | 2013    | 2014    | 2016    | 2018    | 2020   | 2022   |